# 31 травня
31 травня — 151-й день року (152-й у високосні роки) у григоріанському календарі. До кінця року залишається 214 днів.

## Свята і пам'ятні дні

### Міжнародні
- ООН: Всесвітній День боротьби з тютюнопалінням.
- Всесвітній день боротьби з соціальною нерівністю.
- Всесвітній день блондинок.

### Національні
- ПАР: День Республіки.
- Казахстан: День пам'яті жертв політичних репресій і голоду.(Указ Президента Республіки №3443 від 5 квітня 1997 року)
- Грузія: День поліцейського.

### Релігійні

#### Християнство
Католицька церква:
- Відвідини Пресвятою Дівою Марією Єлизавети
- День Святого Фелікса з Нікосії.

 Православна церква:
- Апостола від 70-х Єрма.
- Мученика Єрмія.
- Мученика Філософа.

### Іменини
- ✙ Православні: Єрмій[1]
- ✝  Католицькі: Юлія, Олександра

## Події
- 455 — імператор Петроній Максим забитий камінням до смерті розлюченим натовпом під час втечі з Риму.
- 1223 — монгольські війська під командуванням Субедея і Джебе перемогли русько-половецькі сили у битві на річці Калка.
- 1775 — Американська революція: у провінції Північна Кароліна прийняті Мекленбурзькі резолюції.
- 1790 — Сполучені Штати ухвалили свій перший закон про авторське право, Закон про авторське право 1790 року
- 1795 — Французька революція: Революційний трибунал придушено.
- 1805 — французькі та іспанські війська розпочали наступ на британців, які окупували Даймонд-Рок, на Мартиніці.
- 1859 — в Лондоні запустили знаменитий годинник Біг Бен на вежі парламенту.
- 1868 — у Парижі відбулися перші велосипедні перегони.
- 1870 — професор Едвард Джозеф де Смедт із компанії American Asphalt запатентував асфальт («французьке асфальтне покриття»). Вперше його застосували в липні того же року на Вільям-стріт у Ньюарку
- 1879 — У Берліні відкрили першу у світі електричну залізницю та продемонстрували перший електропоїзд, сконструйований Вернером фон Сіменсом.
- 1884 — американський лікар та пропагандист вегетаріанства Джон Келлог запатентував кукурудзяні пластівці.
- 1889 — Джонстаунська повінь: загинули понад 2200 людей.
- 1894 — відкрили електричний трамвай у Львові.
- 1902 — Друга англо-бурська війна: Договір у Вереніґінгу завершив війну та забезпечив британцям контроль над Південною Африкою.
- 1910 — Акт про Південну Африку набув чинності. Заснування Південно-Африканського Союзу.
- 1911 — у Белфасті, Північна Ірландія, спущено на воду «Титанік».
- 1911 — президент Мексики Порфіріо Діас втік із країни під час Мексиканської революції.
- 1918 — в радянській Росії введено спільне навчання школярів і школярок.
- 1938 — українець Антон Губенко здійснив перший в історії радянської авіації таран та вцілів.
- 1946 — у Києві створено літакобудівне конструкторське бюро Олега Антонова.
- 1988 — Всесвітня організація охорони здоров'я оголосила 31 травня Всесвітнім днем без тютюну (World No-Tobacco Day).
- 1989 — на установчій конференції у Неаполі утворили Міжнародну асоціацію україністів.
- 1997 — підписано Договір про дружбу, співробітництво та партнерство між Російською Федерацією й Україною.

## Народились
Дивись також Категорія:Народились 31 травня
- 1693 — Бартоломео Назарі, італійський художник-портретист.
- 1819 — Волт Вітмен, американський поет, публіцист.
- 1822 — Едвард Дембовський, польський філософ, журналіст, революціонер.
- 1845 — Юлія Жемайте, литовська письменниця.
- 1857 — Пій XI (1922–1939), 259-й Папа Римський.
- 1872 — Чарлз Грілі Аббот, американський астроном.
- 1887 — Сен-Жон Перс, французький поет, Нобелівський лауреат 1960 року.
- 1919 — Леонід Махновець, український літературознавець, історик, археолог, перекладач, бібліограф.
- 1930 — Клінт Іствуд, американський актор, режисер, лауреат премії «Оскар».
- 1931 — Петро Кононенко, учений-українознавець і громадський діяч.
- 1939 — Сергій Герасимчук, український радянський художник-графік.
- 1941 — Райнер Вернер Фассбіндер, німецький театральний та кінорежисер, сценарист, актор, оператор. Один з лідерів «нового німецького кіно».
- 1948 — Джон Бонем, британський ударник
- 1955 — Сергій Чухрай, український веслувальник
- 1965 — Брук Шилдс, американська кіноакторка («Блакитна лагуна») та супермодель.
- 1976 — Колін Фаррелл, ірландський кіноактор
- 1980 — Імре Петерді, угорський хокеїст

## Померли
Дивись також Категорія:Померли 31 травня
- 1408 — Асікаґа Йосіміцу, 3-й сьоґун сьоґунату Муроматі.
- 1594 — Якопо Тінторетто, італійський художник, представник пізнього венеційського Відродження і маньєризму.
- 1628 — загинули Михайло Дорошенко і Оліфер Голуб, козацькі ватажки.
- 1809 — Йозеф Гайдн, австрійський композитор, автор ораторії «Створення світу».
- 1819 — Ватрослав Лисинський, хорватський композитор, представник епохи ілліризму, що вважається «основоположником нової хорватської та південнослов'янської музики».
- 1832 — Еварист Галуа, французький математик, засновник сучасної алгебри.
- 1837 — Джозеф Грімальді, англійський актор, батько сучасної клоунади.
- 1910 — Елізабет Блеквелл, перша у світі жінка-лікар, яка отримала вищу медичну освіту.
- 1926 — Федір Андерс, інженер-конструктор, конструктор першого в Україні дирижабля.
- 1945 — Леонід Пастернак, художник і графік українського походження.
- 1953 — Володимир Татлін, український живописець, графік, скульптор, дизайнер, художник театру, архітектор. Один з найяскравіших представників українського авангарду, родоначальник конструктивізму.
- 1957 — Леопольд Стафф, польський поет XX ст., драматург і перекладач.
- 1967 — Біллі Стрейгорн, американський джазовий музикант.
- 1970 — Террі (Тарас) Савчук, канадський хокеїст українського походження, зіграв 21 сезон в НХЛ, найкращий воротар НХЛ у 1952, 1953, 1955, 1965, вважався «воротарем № 1 світового хокею».
- 1985 — Роман Завадович, український письменник, журналіст, редактор, культурно-освітній діяч, педагог.
- 2001 — Лі Квотінг, тайванський економіст і політик, найбільш відомий як «батько економічного дива Тайваню».
- 2003 — Карло Мікльош, український футболіст, суддя і футбольний функціонер.
- 2007 — Лаймонас Норейка, литовський актор.
- 2017 — Любомир (Гузар), єпископ Української греко-католицької церкви, кардинал.